# Comuna de Namysłów
Namysłów (polaco: Gmina Namysłów) é uma gminy (comuna) na Polónia, na voivodia de Opole e no condado de Namysłowski. A sede do condado é a cidade de Namysłów.
De acordo com os censos de 2004, a comuna tem 26 336 habitantes, com uma densidade 90,8 hab/km².

## Área
Estende-se por uma área de 289,95 km², incluindo:
- área agricola: 66%
- área florestal: 26%

## Demografia
Dados de 30 de Junho 2004:
|                      | Total   | Total | Mulheres | Mulheres | Homens  | Homens |
| -------------------- | ------- | ----- | -------- | -------- | ------- | ------ |
|                      | pessoas | %     | pessoas  | %        | pessoas | %      |
| População            | 26 336  | 100   | 13 482   | 51,2     | 12 854  | 48,8   |
| Densidade (pop./km²) | 90,8    | 100   | 46,5     | 46,5     | 44,3    | 44,3   |

De acordo com dados de 2002, o rendimento médio per capita ascendia a 1404,38 zł.

## Comunas vizinhas
- Bierutów, Domaszowice, Dziadowa Kłoda, Jelcz-Laskowice, Lubsza, Perzów, Rychtal, Świerczów, Wilków